# Schronisko PTTK na Hali Kondratowej
Schronisko PTTK na Hali Kondratowej im. Władysława Krygowskiego – schronisko turystyczne położone na Polanie Kondratowej w Tatrach Zachodnich, u stóp masywu Giewontu. Znajduje się na wysokości 1333 m n.p.m., na terenie byłej Hali Kondratowej. Jest to najmniejsze schronisko polskich Tatr (600 m³), dysponujące 20 miejscami w pokojach 6- i 8-osobowych. Zarządzane jest przez PTTK.
Schronisko prowadzi przechowalnię nart, gospodę i bufet.
4 września 2023 r. schronisko zostało zamknięte z powodu prowadzonego remontu. Ponowne otwarcie planowane jest przed sezonem letnim w 2025 r.. W toku prac rozebrano stary budynek z płazów, a w jego miejsce postawiono budynek murowany o nieco zwiększonej kubaturze, który obłożono płazami pozostałymi z rozbiórki. Pomimo zachowania wyglądu zewnętrznego, zastąpienie budynku drewnianego murowanym spotkało się z krytyką.

## Historia

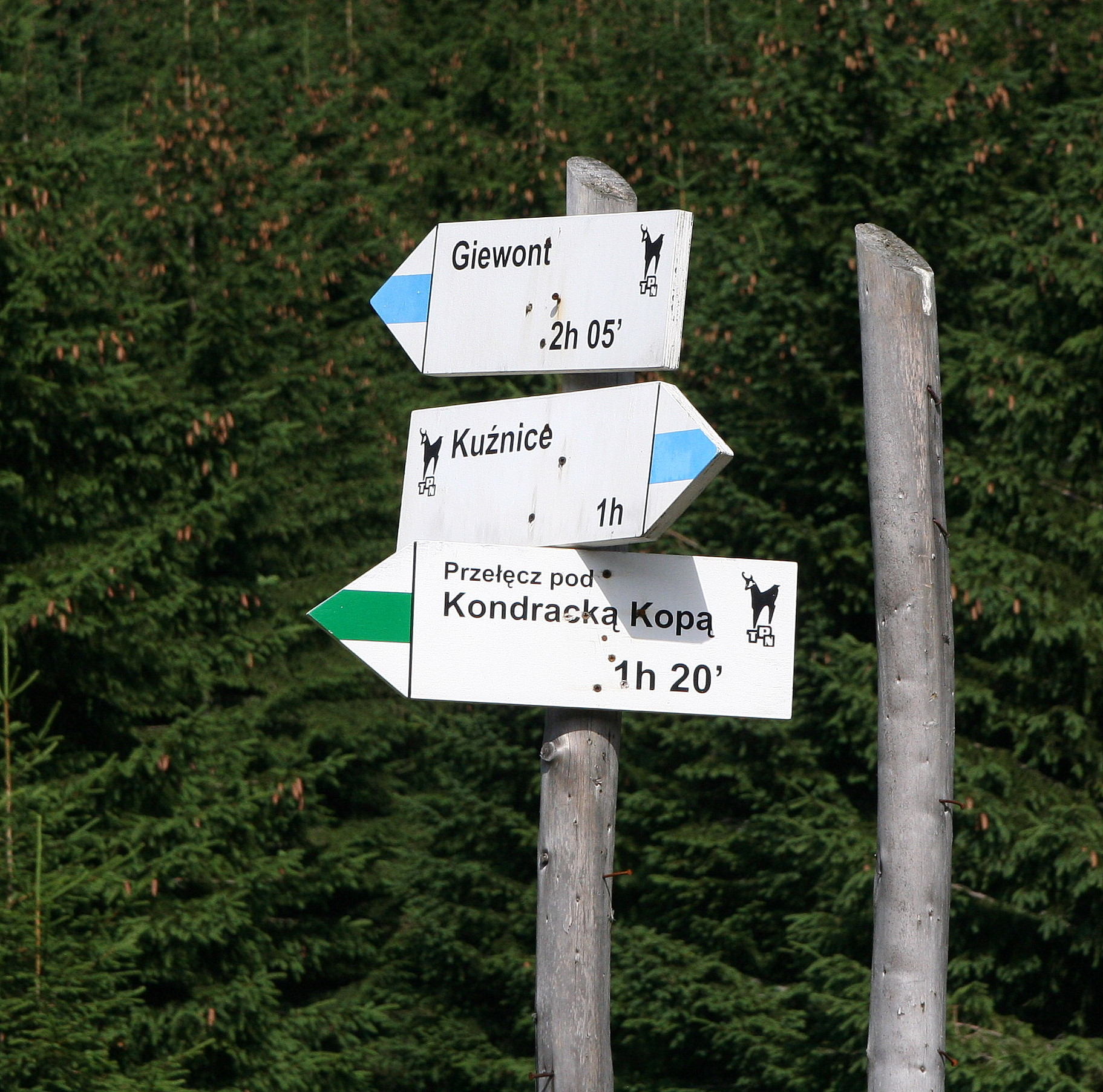
Drogowskaz na Hali Kondratowej

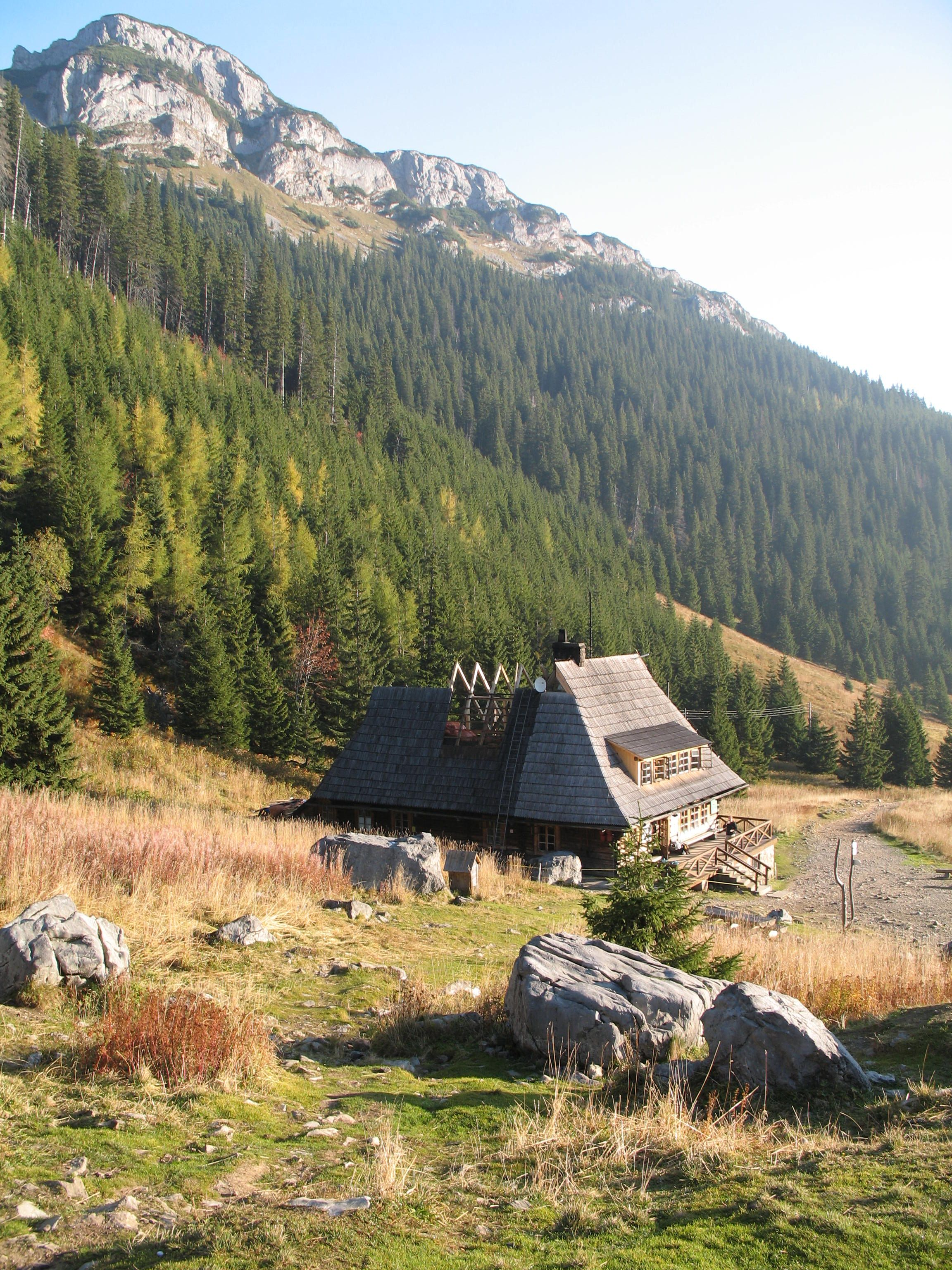
Hala Kondratowa

Pierwszy budynek powstał w tym miejscu najprawdopodobniej jeszcze przed rokiem 1910. Był to schron narciarski Jerzego Uznańskiego, w 1913 roku zniszczony przez lawinę. W roku 1933 postawiono tu bacówkę. Obecny budynek został wzniesiony przez Polskie Towarzystwo Tatrzańskie w latach 1947–48 według projektu Bogdana Laszczki. W roku 1950 powiększono go o dodatkowe skrzydło. 26 kwietnia 1953 schronisko zostało zniszczone przez kamienną lawinę, która zeszła ze stoków Długiego Giewontu. Głaz o masie 30 ton wbił się w narożnik jadalni, dwa inne zatrzymały się kilka metrów od budynku.
Kierownikiem schroniska w latach 1947–80 był Stanisław Skupień, narciarz i olimpijczyk. Po nim budynkiem kierował jego syn Andrzej. Od jego śmierci w 2003 r. kierownikiem schroniska jest Iwona Haniaczyk, wnuczka Stanisława Skupnia i siostrzenica Andrzeja. 
Od 1994 schronisko dysponuje biologiczną oczyszczalnią ścieków. 23 sierpnia 2009 r. odbyła się uroczystość nadania schronisku imienia Władysława Krygowskiego, znawcy polskich Karpat. W schronisku umieszczono tablice z cytatami z książek Krygowskiego oraz jego rzeźbiony drewniany portret dłuta Franciszka Palki z Nowego Sącza.
31 maja 2022 w schronisku doszło do pożaru, który jednak nie wyrządził większych szkód w obiekcie.

## Szlaki turystyczne
– niebieski z Kuźnic do schroniska, a stąd dalej na Kondracką Przełęcz i Giewont.
- Czas przejścia z Kuźnic do schroniska: 1:20 h, ↓ 1 h
- Czas przejścia ze schroniska na Giewont: 1:45 h, ↓ 1:15 h

 – zielony od schroniska na Przełęcz pod Kopą Kondracką. Czas przejścia: 1:20 h, ↓ 1 h

## Kontakt
skrytka pocztowa 197
34-500 Zakopane